# Doventolk
Doventolk is de benaming voor een tolk die gesproken taal naar gebarentaal of geschreven taal vertaalt voor doven. Hiermee combineert hij of zij de eigenschappen van onder meer de schrijftolk en tolk gebarentaal.

## Geschiedenis

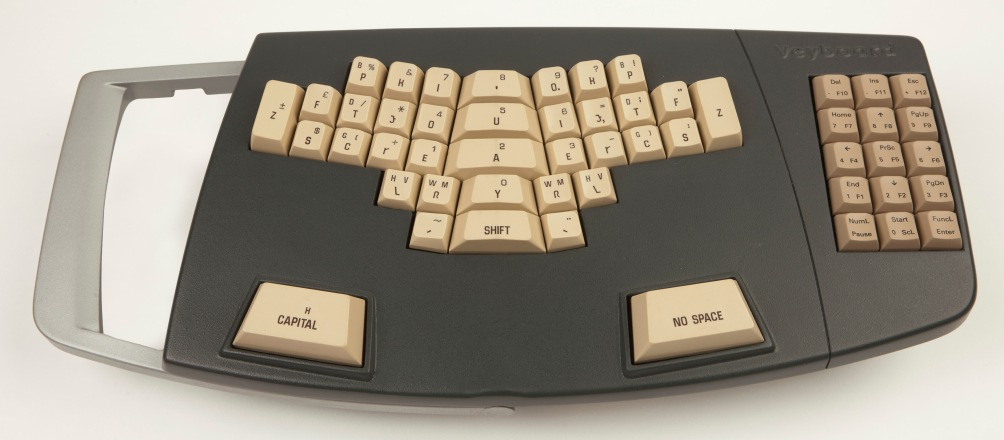
De schrijftolk gebruikt een veyboard.

Bij de introductie van tolkvoorziening in 1988 gebruikte de overheid de term 'doventolk' voor de huidige gebarentolk. De horenden namen dit over. Het duurde tot 1996 voor de schrijftolk ook erkend werd als doventolk. Op basis van status 'Doventolk' hebben de tolken recht op vergoeding van de overheid. In 2019 werd de term 'doventolk' vervangen door 'geregistreerde tolk' in deze regeling bij vereenvoudigde gecentraliseerde tolkvoorziening.
Er kwam begin 21ste eeuw kritiek op het gebruik van deze formeel onjuiste Nederlandse term, zowel vanuit de gemeenschap van doven en slechthorenden als vanuit de beroepsgroep. De term doventolk impliceert namelijk dat een gebarentolk of een schrijftolk alleen wordt ingezet voor een doof persoon of doven. De gebarentolk vertaalt voor slechthorenden, mensen met spraakgebrek, verstandelijke gehandicapten, horende gebarentaalgebruikers en doven. Een gebarentolk faciliteert communicatie tussen twee talen, meestal een gesproken taal en een gebarentaal. Maar niet alle doven beheersen gebarentaal. De meerderheid van alle doven zijn laatdoven en plotsdoven. Deze zijn in de horende wereld opgegroeid en hebben gesproken taal als moedertaal. Daarom kiezen zij een schrijftolk. Aanbevolen termen zijn gebarentolk of tolk Nederlandse Gebarentaal ofwel tolk NGT (vooral in Nederland en Suriname gebruikelijk) of tolk Vlaamse Gebarentaal (gebruikelijk in Vlaanderen).
| Doventolk                   | Doventolk                                                     | Doventolk                                              |
| --------------------------- | ------------------------------------------------------------- | ------------------------------------------------------ |
| Formeel                     | schrijftolk                                                   | tolk gebarentaal                                       |
| Informeel                   | Audiotolk                                                     | Gebarentolk                                            |
| taak                        | vertaling van gesproken taal naar geschreven taal             | vertaling van gesproken taal naar gebarentaal          |
| Niet-officiële beroepsgroep | - Notitiemaker - student-schrijftolk                          | - Dove tolk - Studenttolk - Communicatieassistent      |
| Doelgroep                   | slechthorenden en Postlinguale doven: laatdoven en plotsdoven | gebarentaalgebruikers en Prelinguale doven: vroegdoven |

## Dove tolk
Een (vroeg)dove gebarentolk of relaytolk vertaalt gebarentaal als moedertaal naar andere gebarentaal aan dove gebarentaalgebruikers. De dove tolk beschikt over meer kennis van soorten gebarentaal dan de horende gebarentolk. 

## Combitolk
Een combitolk beschikt over twee diploma's, die van tolk gebarentaal en van schrijftolk. Hij kan van gesproken taal naar geschreven taal en gebarentaal vertalen. Op verzoek van de tolkgebruiker kan de tolk geschreven taal of gebarentaal vertalen. Toch wordt hij geen gebarentolk genoemd.  